# Collegio uninominale Liguria - 02 (Senato della Repubblica 2017)
Il collegio elettorale uninominale Liguria - 02 è stato un collegio elettorale uninominale della Repubblica Italiana per l'elezione del Senato tra il 2017 ed il 2022.

## Territorio
Come previsto dalla legge elettorale italiana del 2017, il collegio era stato definito tramite decreto legislativo all'interno della circoscrizione Liguria.
Era formato dal territorio di 6 comuni: Bargagli, Campomorone, Ceranesi, Davagna, Sant'Olcese, Serra Riccò e da parte del territorio del comune di Genova (aree urbanistiche Angeli, Apparizione, Bavari, Begato, Belvedere, Bolzaneto, Borgo Ratti, Borzoli, Ca' Nuova, Calcinara, Campasso, Campi, Castelletto, Castelluccio, Certosa, Chiappeto, Cornigliano, Crevari, Doria, Fereggiano, Forte Quezzi, Lagaccio, Maddalena, Manin, Marassi, Molassana, Molo, Montesignano, Morego, Multedo, Oregina, Palmaro, Parenzo, Pegli, Pontedecimo, Pra', Prato, Prè, Quezzi, Rivarolo, Sampierdarena, San Bartolomeo, San Desiderio, San Fruttuoso, San Gaetano, San Giovanni Battista, San Nicola, San Pantaleo, San Quirico, San Teodoro, Sant'Agata, Sant'Eusebio, Sestri Ponente, Teglia, Voltri).
Il collegio era parte del collegio plurinominale Liguria - 01.

## Eletti
| Elezione | Elezione | Senatore        | Partito            |
| -------- | -------- | --------------- | ------------------ |
|          | 2018     | Mattia Crucioli | Movimento 5 Stelle |

1. ↑  In data 19.02.2021 aderisce al gruppo misto, non iscritti; in data 22.06.2021 alla componente «L'Alternativa c'è - Lista del Popolo per la Costituzione»; in data 09.11.2021 torna nei non iscritti; in data 27.01.2022 aderisce al gruppo Uniti per la Costituzione-C.A.L. (Costituzione, Ambiente, Lavoro); in data 29.01.2022 torna nel gruppo misto, non iscritti; in data 27.04.2022 aderisce al gruppo Uniti per la Costituzione-CAL.

## Dati elettorali

### XVIII legislatura
Come previsto dalla legge elettorale, 116 senatori erano eletti con sistema a maggioranza relativa in altrettanti collegi uninominali a turno unico.
| Candidati              | Candidati                 | Voti    | %     | Liste                           | Voti    | %     |
| ---------------------- | ------------------------- | ------- | ----- | ------------------------------- | ------- | ----- |
|                        | Mattia Crucioli ✔️ Eletto | 82 690  | 33,53 | Movimento 5 Stelle              | 82 690  | 33,53 |
|                        | Angelo Vaccarezza         | 73 499  | 29,80 | Lega                            | 42 418  | 17,20 |
| Forza Italia           | Angelo Vaccarezza         | 73 499  | 29,80 | 22 515                          | 9,13    |       |
| Fratelli d'Italia      | Angelo Vaccarezza         | 73 499  | 29,80 | 7 172                           | 2,91    |       |
| Noi con l'Italia - UDC | Angelo Vaccarezza         | 73 499  | 29,80 | 1 394                           | 0,57    |       |
|                        | Roberta Pinotti           | 66 993  | 27,16 | Partito Democratico             | 56 331  | 22,84 |
| +Europa                | Roberta Pinotti           | 66 993  | 27,16 | 8 345                           | 3,38    |       |
| Italia Europa Insieme  | Roberta Pinotti           | 66 993  | 27,16 | 1 483                           | 0,60    |       |
| Civica Popolare        | Roberta Pinotti           | 66 993  | 27,16 | 834                             | 0,34    |       |
|                        | Roberto Amen              | 13 262  | 5,38  | Liberi e Uguali                 | 13 262  | 5,38  |
|                        | Giacomo Marchetti         | 4 006   | 1,62  | Potere al Popolo!               | 4 006   | 1,62  |
|                        | Alessandra Herbst         | 2 157   | 0,87  | Partito Comunista               | 2 157   | 0,87  |
|                        | Antonio Censi Fersido     | 1 828   | 0,74  | CasaPound                       | 1 828   | 0,74  |
|                        | Salvatore Pintus          | 1 151   | 0,47  | Il Popolo della Famiglia        | 1 151   | 0,47  |
|                        | Carlo Donelli             | 495     | 0,20  | Partito Valore Umano            | 495     | 0,20  |
|                        | Franco Ferrara            | 402     | 0,16  | Per una Sinistra Rivoluzionaria | 402     | 0,16  |
|                        | Marco Landucci            | 165     | 0,07  | PRI - ALA                       | 165     | 0,07  |
| Totale                 | Totale                    | 246 648 | 100   |                                 | 246 648 | 100   |
|                        |                           |         |       |                                 |         |       |
| Voti non validi        | Voti non validi           | 6 168   | 2,44  |                                 |         |       |
| Votanti                | Votanti                   | 252 816 | 69,56 |                                 |         |       |
| Elettori               | Elettori                  | 363 467 |       |                                 |         |       |